# Paris–Nizza 2022
Die Radfernfahrt Paris–Nizza 2022 war die 80. Austragung des französischen Etappenrennens. Das Radrennen fand vom 6. bis zum 13. März im Rahmen von acht Etappen statt und war Teil der UCI WorldTour 2022.
Den Gesamtsieg sicherte sich Primož Roglič (Jumbo-Visma) vor Simon Yates (Team BikeExchange-Jayco) und Daniel Felipe Martínez (Ineos Grenadiers). Die Punktewertung gewann Wout van Aert (Jumbo-Visma) und die Bergwertung ging an Valentin Madouas (Groupama-FDJ). Das Trikot des besten Nachwuchsfahrers gewann João Almeida (UAE Team Emirates), dessen Team sich die Mannschaftswertung sicherte.

## Streckenführung
Insgesamt mussten die Fahrer in den acht Etappen 1196,6 Kilometer zurücklegen. Es standen zwei flache, drei hüglige, zwei Bergetappen sowie ein Einzelzeitfahren auf dem Programm. Die Strecke führte zunächst vom Großraum Paris über Orléans in Richtung Süden. Anschließend umrundete die Rundfahrt das Zentralmassiv im Norden und folgte der Rhone in Richtung Mittelmeer. Die letzten beiden Etappen wurden in den Seealpen rund um Nizza ausgetragen.
| Etappe         | Datum             | Strecke                                              | Typ                 | km     |
| -------------- | ----------------- | ---------------------------------------------------- | ------------------- | ------ |
| 1              | So, 6. März 2022  | Mantes-la-Ville – Mantes-la-Ville                    | Mittelgebirgsetappe | 159,8  |
| 2              | Mo, 7. März 2022  | Auffargis – Orléans                                  | Flachetappe         | 159,2  |
| 3              | Di, 8. März 2022  | Vierzon – Dun-le-Palestel                            | Mittelgebirgsetappe | 190,8  |
| 4              | Mi, 9. März 2022  | Domérat – Montluçon                                  | Einzelzeitfahren    | 13,4   |
| 5              | Do, 10. März 2022 | Saint-Just-Saint-Rambert – Saint-Sauveur-de-Montagut | Mittelgebirgsetappe | 188,8  |
| 6              | Fr, 11. März 2022 | Courthézon – Aubagne                                 | Mittelgebirgsetappe | 213,6  |
| 7              | Sa, 12. März 2022 | Nizza – Col de Turini                                | Hochgebirgsetappe   | 155,4  |
| 8              | So, 13. März 2022 | Nizza – Nizza                                        | Hochgebirgsetappe   | 115,6  |
| Gesamtdistanz: | Gesamtdistanz:    | Gesamtdistanz:                                       | Gesamtdistanz:      | 1196,6 |

## Reglement
Im Rahmen der 80. Auflage wurden Trikots für die Gesamtwertung (gelb), Punktwertung (grün), Bergwertung (weiß mit roten Punkten) und Nachwuchswertung (weiß) vergeben. Zusätzlich gab es eine Teamwertung (gelbe Rückennummer) und eine Auszeichnung des aktivsten Fahrers (rote Rückennummer).
Der aktivste Fahrer wurde von einer Jury nach jeder Etappe gewählt. Für die Teamwertung wurden die Zeiten der drei besten Fahrer pro Etappe zusammengezählt. Während den Etappen gab es die Möglichkeit, Zeitbonifikationen zu gewinnen, um sich in der Gesamtwertung zu verbessern. Die Vergabe der Sekunden sowie der Punkte für die Punkte- und Bergwertung wird in der folgenden Tabelle erklärt.
|                 |                | 1. | 2. | 3. | 4. | 5. | 6. | 7. | 8. | 9. | 10. | Platz    |
| Punktewertung   | Zielankunft    | 15 | 12 | 9  | 7  | 6  | 5  | 4  | 3  | 2  | 1   | Punkte   |
| Punktewertung   | Zwischensprint | 3  | 2  | 1  |    |    |    |    |    |    |     | Punkte   |
| Bergwertung     | 1. Kategorie   | 10 | 5  | 3  | 2  | 1  |    |    |    |    |     | Punkte   |
| Bergwertung     | 2. Kategorie   | 5  | 3  | 2  | 1  |    |    |    |    |    |     | Punkte   |
| Bergwertung     | 3. Kategorie   | 3  | 2  | 1  |    |    |    |    |    |    |     | Punkte   |
| Bonussekununden | Zielankunft    | 10 | 6  | 4  |    |    |    |    |    |    |     | Sekunden |
| Bonussekununden | Zwischensprint | 3  | 2  | 1  |    |    |    |    |    |    |     | Sekunden |

## Teilnehmende Mannschaften und Fahrer
Neben den 18 UCI WorldTeams standen auch 4 UCI ProTeams am Start. Für jede Mannschaft starteten 7 Fahrer. Von den 154 Fahrern erreichten jedoch lediglich 59 das Ziel in Nizza, weil eine Grippe und viele Aufgaben auf der letzten Etappe mit schlechtem Wetter das Feld dezimierten.
Primož Roglič (Jumbo-Visma), der das Gelbe Trikot im vergangenen Jahr aufgrund eines Sturzes auf der letzten Etappe verloren hatte, galt als Hauptfavorit. Zu den weiteren Mitfavoriten zählten Nairo Quintana (Team Arkéa-Samsic), Alexander Wlassow (Bora-Hansgrohe), Simon Yates (Team BikeExchange-Jayco), Adam Yates, Daniel Felipe Martínez (beide Ineos Grenadiers), David Gaudu (Groupama-FDJ), João Almeida, Brandon McNulty (beide UAE Team Emirates), Alexei Luzenko (Astana Qazaqstan Team), Wout van Aert, Steven Kruijswijk (beide Jumbo-Visma), Bauke Mollema (Trek-Segafredo) und Jack Haig (Bahrain Victorious). Der Titelverteidiger Maximilian Schachmann (Bora-Hansgrohe) galt eher als Außenseiter.
Von den Sprintern standen mit Fabio Jakobsen (Quick-Step Alpha Vinyl Team), Sam Bennett (Bora-Hansgrohe), Jasper Philipsen (Alpecin-Fenix) Dylan Groenewegen (Team BikeExchange-Jayco), Sonny Colbrelli (Bahrain Victorious), Bryan Coquard (Cofidis) und Christophe Laporte (Jumbo-Visma) gleich mehrere Fahrer mit Chancen auf einen Etappensieg am Start.
Die beiden Schweizer Stefan Küng (Groupama-FDJ) und Stefan Bissegger (EF Education-EasyPost) sowie Wout van Aert, Primož Roglič und Rohan Dennis (alle Jumbo-Visma) galten als Favoriten für das Einzelzeitfahren der 4. Etappe.
| UCI WorldTeams | UCI WorldTeams        | UCI WorldTeams | UCI WorldTeams                    | UCI WorldTeams | UCI WorldTeams          | UCI ProTeams | UCI ProTeams       |
| -------------- | --------------------- | -------------- | --------------------------------- | -------------- | ----------------------- | ------------ | ------------------ |
| ACT            | AG2R Citroën Team     | IGD            | Ineos Grenadiers                  | BEX            | Team BikeExchange-Jayco | AFC          | Alpecin-Fenix      |
| AST            | Astana Qazaqstan Team | IWG            | Intermaché-Wanty-Gobert Matériaux | DSM            | Team DSM                | BBK          | B&B Hotels p/b KTM |
| TBV            | Bahrain Victorious    | IPT            | Israel-Premier Tech               | TFS            | Trek-Segafredo          | TEN          | TotalEnergies      |
| BOH            | Bora-Hansgrohe        | TJV            | Jumbo-Visma                       | UAD            | UAE Team Emirates       | ARK          | Team Arkéa-Samsic  |
| COF            | Cofidis               | LTS            | Lotto Soudal                      |                |                         |              |                    |
| EFE            | EF Education-EasyPost | MOV            | Movistar Team                     |                |                         |              |                    |
| GFC            | Groupama-FDJ          | QST            | Quick-Step Alpha Vinyl Team       |                |                         |              |                    |

## Rennverlauf und Ergebnisse
Auf der ersten Etappe setzten sich mit Christophe Laporte, Primož Roglič und Wout van Aert drei Fahrer der Jumbo-Visma-Mannschaft auf dem letzten Anstieg (rund 5 km vor dem Ziel) vom Hauptfeld ab. Die drei fuhren einen Vorsprung von etwa 20 Sekunden auf die anderen Favoriten heraus. Christophe Laporte überquerte die Ziellinie als Erster und schlüpfte somit ins gelbe Trikot. Titelverteidiger Maximilian Schachmann (Bora-Hansgrohe) und Steven Kruijswijk (Jumbo-Visma) verloren 36 Sekunden.
Die zweite Etappe wurde maßgeblich vom Wind beeinflusst. Immer wieder teilte sich das Peloton in mehrere Gruppen. Im Zielsprint der ersten Gruppe mit rund 40 Fahrern setzte sich Fabio Jakobsen (Quick-Step Alpha Vinyl Team) vor Wout van Aert und dem Gesamtführenden Christophe Laporte durch. Von den Favoriten verloren Bauke Mollema (Trek-Segafredo), Brandon McNulty (UAE Team Emirates) und Maximilian Schachmann anderthalb Minuten und João Almeida (UAE Team Emirates) fast zwei Minuten. Steven Kruijswijk verlor nach einem Sturz mehr als vier Minuten, David Gaudu (Groupama-FDJ) mehr als zehn Minuten.
Die dritte Etappe gewann Mads Pedersen (Trek-Segafredo) im Bergauf-Sprint vor Bryan Coquard (Cofidis) und Wout van Aert. Sprinter wie Fabio Jakobsen, Sam Bennett (Bora-Hansgrohe) und Dylan Groenewegen (BikeExchange-Jayco) waren im hügligen Finale abgehängt worden. Der Gesamtführende Christophe Laporte stürzte im Sprint, wurde aber mit der Zeit des Tagessiegers gewertet. Sein Teamkollege Primož Roglič holte zwei Sekunden Zeitbonifikation im Zwischensprint.
Im Zeitfahren der vierten Etappe setzte sich Wout van Aert durch und übernahm zugleich die Gesamtführung. Hinter ihm folgten seine Teamkollegen Primož Roglič und Rohan Dennis mit 2 bzw. 6 Sekunden Rückstand. Simon Yates (BikeExchange-Jayco) überzeugte als Fünfter mit 11 Sekunden Rückstand. Daniel Felipe Martínez (Ineos Grenadiers) und Alexander Wlassow (Bora-Hansgrohe) verloren rund 30 Sekunden, Adam Yates (Ineos Grenadiers) 43 Sekunden auf den Tagessieger. Nairo Quintana (Arkéa-Samsic) und Jack Haig (Bahrain Victorious), die sich vor der Etappe in einer aussichtsreichen Position befunden hatten, kamen mit einem Rückstand von über einer Minute ins Ziel. Der Titelverteidiger Maximilian Schachmann und Ben O’Connor (AG2R Citroen) verließen die Fernfahrt vor der Etappe.
Auf der fünften Etappe verlor Wout van Aert viel Zeit und das gelbe Trikot. Sein Teamkollege Primož Roglič, der in der Gruppe der Favoriten das Ziel erreichte, wurde neuer Gesamtführender. Der Etappensieg ging an Brandon McNulty, der zunächst in der Ausreißergruppe fuhr und sich rund 38 Kilometer vor dem Ziel von seinen Fluchtgefährten absetzte.
Die sechste Etappe gewann Mathieu Burgaudeau (TotalEnergies), nachdem er sich rund 9 Kilometer vor dem Ziel vom Hauptfeld lösen konnte. Der Franzose rettete sich mit einem Vorsprung von wenigen Metern ins Ziel. Hinter ihm platzierten sich Mads Pedersen und Wout van Aert. Primož Roglič behielt das gelbe Trikot mit 39 Sekunden vor Simon Yates.
Die siebte Etappe und einzige Bergankunft gewann der Gesamtführende Primož Roglič vor Daniel Felipe Martínez, Simon Yates und Nairo Quintana. Die vier Fahrer hatten sich am Schlussanstieg des Col de Turini von den anderen Favoriten absetzen können und fuhren die letzten Kilometer gemeinsam in Richtung Ziel. Im Finale kam es immer wieder zu Angriffen, die jedoch keine Vorentscheidung brachten. Die Etappe wurde in einem Bergaufsprint entschieden, bei dem sich Primož Roglič klar durchsetzte. In der Gesamtwertung vergrößerte der Slowene seinen Vorsprung auf 47 Sekunden gegenüber Simon Yates. Daniel Felipe Martínez verbesserte sich in der Gesamtwertung auf Platz drei mit einer Minute Rückstand.
Auf der achten und letzten Etappe griff Daniel Felipe Martínez bereits 49 Kilometer vor dem Ziel im Anstieg der Côte de Peille an, nachdem das Hauptfeld durch die Tempoarbeit der Ineos Grenadiers stark reduziert worden war. Der Gesamtführende Primož Roglič, Wout van Aert, Simon Yates und Nairo Quintana konnten der Attacke folgen und setzten sich an die Spitze des Rennens. Beim Zwischensprint in La Turbie sicherte sich Simon Yates drei Bonussekunden. Daniel Felipe Martínez holte zwei Bonussekunden, fiel jedoch wenig später in der Abfahrt aufgrund eines Defekts aus der Spitzengruppe zurück. Auf dem letzten Anstieg, dem Col d'Èze, griff Simon Yates 19 Kilometer vor dem Ziel an und konnte zwischenzeitlich rund eine halbe Minute auf Primož Roglič herausfahren. In der Abfahrt konnte dieser jedoch durch die Hilfe seines Teamkollegen Wout van Aert den Rückstand verringern. Simon Yates sicherte sich den Etappensieg mit neun Sekunden vor Wout van Aert und Primož Roglič, der die Gesamtwertung der Fernfahrt gewann.
Etappe 1: Mantes-la-Ville – Mantes-la-Ville (159,8 km)
Start und Ziel der ersten Etappe war der Ort Mantes-la-Ville nahe Paris. Insgesamt standen vier Bergwertungen der 3. Kategorie und zwei Zwischensprints auf dem Programm. In den letzten 30 Kilometern wurden die zwei Zwischensprints in Boinvilliers und Magnanville jeweils am Ende eines Anstieges ausgetragen. Zudem wurde die Côte de Breuil-Bois-Robert im Finale zweimal passiert (23,3 und 5,7 Kilometer vor dem Ziel).
| Platz | Fahrer              | Nation | Team                               | Zeit                   |
| ----- | ------------------- | ------ | ---------------------------------- | ---------------------- |
| 01.   | Christophe Laporte  | FRA    | Jumbo-Visma                        | 3:48:38 h (41,93 km/h) |
| 02.   | Primož Roglič       | SLO    | Jumbo-Visma                        | "                      |
| 03.   | Wout van Aert       | BEL    | Jumbo-Visma                        | "                      |
| 04.   | Pierre Latour       | FRA    | TotalEnergies                      | + 0:19 min             |
| 05.   | Mads Pedersen       | DEN    | Trek-Segafredo                     | + 0:22 min             |
| 06.   | Biniam Girmay       | ERI    | Intermarché-Wanty-Gobert Matériaux | "                      |
| 07.   | Iván García Cortina | ESP    | Movistar Team                      | "                      |
| 08.   | Fred Wright         | GBR    | Bahrain Victorious                 | "                      |
| 09.   | Jasper Philipsen    | BEL    | Alpecin-Fenix                      | "                      |
| 10.   | Florian Sénéchal    | FRA    | Quick-Step Alpha Vinyl Team        | "                      |

| Platz | Fahrer              | Nation | Team                               | Zeit       |
| ----- | ------------------- | ------ | ---------------------------------- | ---------- |
| 01.   | Christophe Laporte  | FRA    | Jumbo-Visma                        | 3:48:28 h  |
| 02.   | Primož Roglič       | SLO    | Jumbo-Visma                        | + 0:04 min |
| 03.   | Wout van Aert       | BEL    | Jumbo-Visma                        | + 0:06 min |
| 04.   | Pierre Latour       | FRA    | TotalEnergies                      | + 0:29 min |
| 05.   | Mads Pedersen       | DEN    | Trek-Segafredo                     | + 0:32 min |
| 06.   | Biniam Girmay       | ERI    | Intermarché-Wanty-Gobert Matériaux | "          |
| 07.   | Iván García Cortina | ESP    | Movistar Team                      | "          |
| 08.   | Fred Wright         | GBR    | Bahrain Victorious                 | "          |
| 09.   | Jasper Philipsen    | BEL    | Alpecin-Fenix                      | "          |
| 10.   | Florian Sénéchal    | FRA    | Quick-Step Alpha Vinyl Team        | "          |

Etappe 2: Auffargis – Orléans (159,2 km)
Die zweite Etappe führte von Auffargis nach Orléans. In den ersten 18 Kilometern wurden zwei Bergwertungen der 3. Kategorie überquert. Anschließend folgten Zwischensprints in Pussay und Traînou.
| Platz | Fahrer             | Nation | Team                        | Zeit                   |
| ----- | ------------------ | ------ | --------------------------- | ---------------------- |
| 01.   | Fabio Jakobsen     | NED    | Quick-Step Alpha Vinyl Team | 3:22:54 h (47,07 km/h) |
| 02.   | Wout van Aert      | BEL    | Jumbo-Visma                 | "                      |
| 03.   | Christophe Laporte | FRA    | Jumbo-Visma                 | "                      |
| 04.   | Luka Mezgec        | SLO    | Team BikeExchange-Jayco     | "                      |
| 05.   | Mads Pedersen      | DEN    | Trek-Segafredo              | "                      |
| 06.   | Jasper Stuyven     | BEL    | Trek-Segafredo              | "                      |
| 07.   | Luca Mozzato       | ITA    | B&B Hotels p/b KTM          | "                      |
| 08.   | Sebastián Molano   | COL    | UAE Team Emirates           | "                      |
| 09.   | Oliver Naesen      | BEL    | AG2R Citroën Team           | "                      |
| 10.   | Cees Bol           | NED    | Team DSM                    | "                      |

| Platz | Fahrer             | Nation | Team                        | Zeit       |
| ----- | ------------------ | ------ | --------------------------- | ---------- |
| 01.   | Christophe Laporte | FRA    | Jumbo-Visma                 | 7:11:15 h  |
| 02.   | Wout van Aert      | BEL    | Jumbo-Visma                 | + 0:05 min |
| 03.   | Primož Roglič      | SLO    | Jumbo-Visma                 | + 0:11 min |
| 04.   | Pierre Latour      | FRA    | TotalEnergies               | + 0:36 min |
| 05.   | Zdeněk Štybar      | CZE    | Quick-Step Alpha Vinyl Team | + 0:38 min |
| 06.   | Mads Pedersen      | DEN    | Trek-Segafredo              | + 0:39 min |
| 07.   | Jasper Stuyven     | BEL    | Trek-Segafredo              | "          |
| 08.   | Florian Sénéchal   | FRA    | Quick-Step Alpha Vinyl Team | "          |
| 09.   | Bryan Coquard      | FRA    | Cofidis                     | "          |
| 10.   | Alexander Wlassow  | RUS    | Bora-Hansgrohe              | "          |

Etappe 3: Vierzon – Dun-le-Palestel (190,8 km)
Die dritte Etappe startete in Vierzon und endete in Dun-le-Palestel. Die erste Hälfte der Etappe führte über flaches Terrain. Anschließend folgten drei Bergwertungen der 3. Kategorie sowie zahlreiche nicht kategorisierte Anstiege. Zudem wurden Zwischensprints bei der ersten Zieldurchfahrt in Dun-le-Palestel und in Balsac ausgetragen. Die letzten Kilometer führten leicht ansteigend ins Ziel.
| Platz | Fahrer           | Nation | Team                               | Zeit                   |
| ----- | ---------------- | ------ | ---------------------------------- | ---------------------- |
| 01.   | Mads Pedersen    | DEN    | Trek-Segafredo                     | 4:23:29 h (43,44 km/h) |
| 02.   | Bryan Coquard    | FRA    | Cofidis                            | "                      |
| 03.   | Wout van Aert    | BEL    | Jumbo-Visma                        | "                      |
| 04.   | Jasper Philipsen | BEL    | Alpecin-Fenix                      | "                      |
| 05.   | Anthony Turgis   | FRA    | TotalEnergies                      | "                      |
| 06.   | Biniam Girmay    | ERI    | Intermarché-Wanty-Gobert Matériaux | "                      |
| 07.   | Fred Wright      | GBR    | Bahrain Victorious                 | "                      |
| 08.   | Danny van Poppel | NED    | Bora-Hansgrohe                     | "                      |
| 09.   | Ethan Hayter     | GBR    | Ineos Grenadiers                   | "                      |
| 10.   | Sebastián Molano | COL    | UAE Team Emirates                  | "                      |

| Platz | Fahrer             | Nation | Team                        | Zeit       |
| ----- | ------------------ | ------ | --------------------------- | ---------- |
| 01.   | Christophe Laporte | FRA    | Jumbo-Visma                 | 11:34:44 h |
| 02.   | Wout van Aert      | BEL    | Jumbo-Visma                 | + 0:01 min |
| 03.   | Primož Roglič      | SLO    | Jumbo-Visma                 | + 0:09 min |
| 04.   | Mads Pedersen      | DEN    | Trek-Segafredo              | + 0:29 min |
| 05.   | Bryan Coquard      | FRA    | Cofidis                     | + 0:33 min |
| 06.   | Pierre Latour      | FRA    | TotalEnergies               | "          |
| 07.   | Zdeněk Štybar      | CZE    | Quick-Step Alpha Vinyl Team | + 0:38 min |
| 08.   | Jasper Stuyven     | BEL    | Trek-Segafredo              | + 0:39 min |
| 09.   | Alexander Wlassow  | RUS    | Bora-Hansgrohe              | "          |
| 10.   | Florian Sénéchal   | FRA    | Quick-Step Alpha Vinyl Team | "          |

Etappe 4: Domérat – Montluçon (13,4 km)
Die vierte Etappe wurde in Form eines Einzelzeitfahren zwischen Domérat und Montluçon ausgetragen. Die Strecke führte über einen welligen Parcours und endete mit einem kurzen Schlussanstieg der 3. Kategorie (Côte de la rue Buffon).
| Platz | Fahrer                 | Nation | Team                    | Zeit                   |
| ----- | ---------------------- | ------ | ----------------------- | ---------------------- |
| 01.   | Wout van Aert          | BEL    | Jumbo-Visma             | 0:16:20 h (49,22 km/h) |
| 02.   | Primož Roglič          | SLO    | Jumbo-Visma             | + 0:02 min             |
| 03.   | Rohan Dennis           | AUS    | Jumbo-Visma             | + 0:06 min             |
| 04.   | Stefan Küng            | SUI    | Groupama-FDJ            | + 0:10 min             |
| 05.   | Simon Yates            | GBR    | Team BikeExchange-Jayco | + 0:11 min             |
| 06.   | Ethan Hayter           | GBR    | Ineos Grenadiers        | + 0:14 min             |
| 07.   | Pierre Latour          | FRA    | TotalEnergies           | + 0:19 min             |
| 08.   | Stefan Bissegger       | SUI    | EF Education-EasyPost   | + 0:21 min             |
| 09.   | Mads Pedersen          | DEN    | Trek-Segafredo          | + 0:25 min             |
| 10.   | Daniel Felipe Martínez | COL    | Ineos Grenadiers        | + 0:28 min             |

| Platz | Fahrer                 | Nation | Team                    | Zeit       |
| ----- | ---------------------- | ------ | ----------------------- | ---------- |
| 01.   | Wout van Aert          | BEL    | Jumbo-Visma             | 11:51:05 h |
| 02.   | Primož Roglič          | SLO    | Jumbo-Visma             | + 0:10 min |
| 03.   | Christophe Laporte     | FRA    | Jumbo-Visma             | + 0:28 min |
| 04.   | Simon Yates            | GBR    | Team BikeExchange-Jayco | + 0:49 min |
| 05.   | Pierre Latour          | FRA    | TotalEnergies           | + 0:51 min |
| 06.   | Mads Pedersen          | DEN    | Trek-Segafredo          | + 0:53 min |
| 07.   | Daniel Felipe Martínez | COL    | Ineos Grenadiers        | + 1:06 min |
| 08.   | Alexander Wlassow      | RUS    | Bora-Hansgrohe          | + 1:09 min |
| 09.   | Stefan Bissegger       | SUI    | EF Education-EasyPost   | + 1:13 min |
| 10.   | Søren Kragh Andersen   | DEN    | Team DSM                | + 1:19 min |

Etappe 5: Saint-Just-Saint-Rambert – Saint-Sauveur-de-Montagut (188,8 km)
Die fünfte Etappe startete in Saint-Just-Saint-Rambert und führte über mehrere Anstiege nach Saint-Sauveur-de-Montagut. Zu beginn der Etappe wurde im Naturpark Pilat mit dem Col de la Croix de Chaubouret (1201 m) ein Anstieg der 1. Kategorie überquert. Anschließend folgten Bergwertungen der 3., 1. und 2. Kategorie, sowie ein Zwischensprint. Im Finale wurde 33 Kilometer vor dem Ziel der Col de la Mure (765 m / Bergwertung der 1. Kategorie) passiert. Danach folgte ein Anstieg nach Saint-Vincent-de-Durfort, wo 13 Kilometer vor dem Ziel keine Bergwertung, sondern ein Zwischensprint ausgetragen wurde.
| Platz | Fahrer           | Nation | Team                  | Zeit                   |
| ----- | ---------------- | ------ | --------------------- | ---------------------- |
| 01.   | Brandon McNulty  | USA    | UAE Team Emirates     | 4:53:30 h (38,59 km/h) |
| 02.   | Franck Bonnamour | FRA    | B&B Hotels p/b KTM    | + 1:58 min             |
| 03.   | Matteo Jorgenson | USA    | Movistar Team         | "                      |
| 04.   | Harm Vanhoucke   | BEL    | Lotto Soudal          | + 2:30 min             |
| 05.   | Laurent Pichon   | FRA    | Team Arkéa-Samsic     | + 4:01 min             |
| 06.   | Anthony Turgis   | FRA    | TotalEnergies         | + 4:02 min             |
| 07.   | Valentin Madouas | FRA    | Groupama-FDJ          | + 4:57 min             |
| 08.   | Owain Doull      | GBR    | EF Education-EasyPost | "                      |
| 09.   | Pierre Latour    | FRA    | TotalEnergies         | + 5:43 min             |
| 10.   | Quentin Pacher   | FRA    | Groupama-FDJ          | "                      |

| Platz | Fahrer                 | Nation | Team                    | Zeit       |
| ----- | ---------------------- | ------ | ----------------------- | ---------- |
| 01.   | Primož Roglič          | SLO    | Jumbo-Visma             | 16:50:28 h |
| 02.   | Simon Yates            | GBR    | Team BikeExchange-Jayco | + 0:39 min |
| 03.   | Pierre Latour          | FRA    | TotalEnergies           | + 0:41 min |
| 04.   | Daniel Felipe Martínez | COL    | Ineos Grenadiers        | + 0:56 min |
| 05.   | Alexander Wlassow      | RUS    | Bora-Hansgrohe          | + 0:59 min |
| 06.   | Adam Yates             | GBR    | Ineos Grenadiers        | + 1:11 min |
| 07.   | Søren Kragh Andersen   | DEN    | Team DSM                | + 1:26 min |
| 08.   | Jack Haig              | AUS    | Bahrain Victorious      | + 1:35 min |
| 09.   | Nairo Quintana         | COL    | Team Arkéa-Samsic       | + 1:45 min |
| 10.   | Ion Izagirre           | ESP    | Cofidis                 | + 2:01 min |

Etappe 6: Courthézon – Aubagne (213,6 km)
Die sechste Etappe startete in Courthézon und führte über einen hügligen Parcours nach Aubagne. Auf der längsten Etappe der 80. Austragung mussten zwei Bergwertungen der 3. und drei der 2. Kategorie sowie zwei Sprintwertungen absolviert werden. Der letzte Anstieg der 2. Kategorie, der Col de l'Espigoulier (725 m) wurde rund 28 Kilometer vor dem Ziel passiert.
| Platz | Fahrer              | Nation | Team                               | Zeit                   |
| ----- | ------------------- | ------ | ---------------------------------- | ---------------------- |
| 01.   | Mathieu Burgaudeau  | FRA    | TotalEnergies                      | 5:33:06 h (38,47 km/h) |
| 02.   | Mads Pedersen       | DEN    | Trek-Segafredo                     | "                      |
| 03.   | Wout van Aert       | BEL    | Jumbo-Visma                        | "                      |
| 04.   | Biniam Girmay       | ERI    | Intermarché-Wanty-Gobert Matériaux | "                      |
| 05.   | Bryan Coquard       | FRA    | Cofidis                            | "                      |
| 06.   | Luka Mezgec         | SLO    | Team BikeExchange-Jayco            | "                      |
| 07.   | Iván García Cortina | ESP    | Movistar Team                      | "                      |
| 08.   | Dorian Godon        | FRA    | AG2R Citroën Team                  | "                      |
| 09.   | Florian Sénéchal    | FRA    | Quick-Step Alpha Vinyl Team        | "                      |
| 10.   | Luca Mozzato        | ITA    | B&B Hotels p/b KTM                 | "                      |

| Platz | Fahrer                 | Nation | Team                    | Zeit       |
| ----- | ---------------------- | ------ | ----------------------- | ---------- |
| 01.   | Primož Roglič          | SLO    | Jumbo-Visma             | 22:23:34 h |
| 02.   | Simon Yates            | GBR    | Team BikeExchange-Jayco | + 0:39 min |
| 03.   | Pierre Latour          | FRA    | TotalEnergies           | + 0:41 min |
| 04.   | Daniel Felipe Martínez | COL    | Ineos Grenadiers        | + 0:56 min |
| 05.   | Alexander Wlassow      | RUS    | Bora-Hansgrohe          | + 0:59 min |
| 06.   | Adam Yates             | GBR    | Ineos Grenadiers        | + 1:11 min |
| 07.   | Søren Kragh Andersen   | DEN    | Team DSM                | + 1:26 min |
| 08.   | Jack Haig              | AUS    | Bahrain Victorious      | + 1:35 min |
| 09.   | Nairo Quintana         | COL    | Team Arkéa-Samsic       | + 1:45 min |
| 10.   | Ion Izagirre           | ESP    | Cofidis                 | + 2:01 min |

Etappe 7: Nizza – Col de Turini (155,4 km)
Die siebte Etappe startete in Nizza und führte Richtung Norden in die Seealpen. Nach 55 Kilometern wurde im Naturpark Préalpes d’Azur mit der Côte de Coursegoules (990 m) eine Bergwertung der 2. Kategorie überquert. Kurz darauf folgte in Coursegoules ein Zwischensprint. Anschließend folgte die Strecke der Vésubie flussaufwärts nach Lantosque, wo der Schlussanstieg auf den Col de Turini (1607 m / Bergwertung der 1. Kategorie) begann. Im Anstieg wurde in La Bollène-Vésubie ein zweiter Zwischensprint ausgetragen.
| Platz | Fahrer                 | Nation | Team                    | Zeit                   |
| ----- | ---------------------- | ------ | ----------------------- | ---------------------- |
| 01.   | Primož Roglič          | SLO    | Jumbo-Visma             | 4:04:47 h (38,35 km/h) |
| 02.   | Daniel Felipe Martínez | COL    | Ineos Grenadiers        | "                      |
| 03.   | Simon Yates            | GBR    | Team BikeExchange-Jayco | + 0:02 min             |
| 04.   | Nairo Quintana         | COL    | Team Arkéa-Samsic       | + 0:09 min             |
| 05.   | João Almeida           | POR    | UAE Team Emirates       | + 0:11 min             |
| 06.   | Brandon McNulty        | USA    | UAE Team Emirates       | + 0:25 min             |
| 07.   | Jack Haig              | AUS    | Bahrain Victorious      | + 0:27 min             |
| 08.   | Adam Yates             | GBR    | Ineos Grenadiers        | + 0:29 min             |
| 09.   | Guillaume Martin       | FRA    | Cofidis                 | + 0:44 min             |
| 10.   | Wout Poels             | NED    | Bahrain Victorious      | + 0:56 min             |

| Platz | Fahrer                 | Nation | Team                    | Zeit       |
| ----- | ---------------------- | ------ | ----------------------- | ---------- |
| 01.   | Primož Roglič          | SLO    | Jumbo-Visma             | 26:26:11 h |
| 02.   | Simon Yates            | GBR    | Team BikeExchange-Jayco | + 0:47 min |
| 03.   | Daniel Felipe Martínez | COL    | Ineos Grenadiers        | + 1:00 min |
| 04.   | Adam Yates             | GBR    | Ineos Grenadiers        | + 1:50 min |
| 05.   | Nairo Quintana         | COL    | Team Arkéa-Samsic       | + 2:04 min |
| 06.   | Jack Haig              | AUS    | Bahrain Victorious      | + 2:12 min |
| 07.   | Alexander Wlassow      | RUS    | Bora-Hansgrohe          | + 2:22 min |
| 08.   | Pierre Latour          | FRA    | TotalEnergies           | + 2:56 min |
| 09.   | Ion Izagirre           | ESP    | Cofidis                 | + 3:13 min |
| 10.   | João Almeida           | POR    | UAE Team Emirates       | + 3:29 min |

Etappe 8: Nizza – Nizza (115,6 km)
Die achte und letzte Etappe startete und endete in Nizza. Die Strecke führte über mehrere Anstiege durch die Seealpen im Großraum von Nizza. Zunächst wurden mit der Côte de Levens (477 m), der Côte de Chateauneuf (633 m) und der Côte de Berre-les-Alpes (603 m) drei Bergwertungen der zweiten Kategorie überquert. Zudem wurde in Levens ein Zwischensprint ausgetragen. In der zweiten Hälfte des Rennens folgte mit 653 m der höchste Punkt der Etappe auf der Côte de Peille (Bergwertung der 1. Kategorie). Nach dem zweiten Zwischensprint in La Turbie erreichten die Fahrer rund 15 Kilometer vor dem Ziel mit dem Col d'Eze (490 m) die letzte Bergwertung (1. Kategorie). Anschließend folgte eine flache Abfahrt nach Nizza, wo sich das Ziel auf der Promenade des Anglais unweit des Jardin Albert 1er befand.
| Platz | Fahrer                 | Nation | Team                    | Zeit                   |
| ----- | ---------------------- | ------ | ----------------------- | ---------------------- |
| 01.   | Simon Yates            | GBR    | Team BikeExchange-Jayco | 2:52:59 h (40,09 km/h) |
| 02.   | Wout van Aert          | BEL    | Jumbo-Visma             | + 0:09 min             |
| 03.   | Primož Roglič          | SLO    | Jumbo-Visma             | "                      |
| 04.   | Brandon McNulty        | USA    | UAE Team Emirates       | + 1:44 min             |
| 05.   | Søren Kragh Andersen   | DEN    | Team DSM                | "                      |
| 06.   | Stefan Küng            | SUI    | Groupama-FDJ            | "                      |
| 07.   | Aurélien Paret-Peintre | FRA    | AG2R Citroën Team       | "                      |
| 08.   | Adam Yates             | GBR    | Ineos Grenadiers        | "                      |
| 09.   | Wout Poels             | NED    | Bahrain Victorious      | "                      |
| 10.   | Ion Izagirre           | ESP    | Cofidis                 | "                      |

| Platz | Fahrer                 | Nation | Team                    | Zeit       |
| ----- | ---------------------- | ------ | ----------------------- | ---------- |
| 01.   | Primož Roglič          | SLO    | Jumbo-Visma             | 29:19:15 h |
| 02.   | Simon Yates            | GBR    | Team BikeExchange-Jayco | + 0:29 min |
| 03.   | Daniel Felipe Martínez | COL    | Ineos Grenadiers        | + 2:37 min |
| 04.   | Adam Yates             | GBR    | Ineos Grenadiers        | + 3:29 min |
| 05.   | Nairo Quintana         | COL    | Team Arkéa-Samsic       | + 3:43 min |
| 06.   | Jack Haig              | AUS    | Bahrain Victorious      | + 3:51 min |
| 07.   | Ion Izagirre           | ESP    | Cofidis                 | + 4:52 min |
| 08.   | João Almeida           | POR    | UAE Team Emirates       | + 5:43 min |
| 09.   | Guillaume Martin       | FRA    | Cofidis                 | + 5:48 min |
| 10.   | Aurélien Paret-Peintre | FRA    | AG2R Citroën Team       | + 6:32 min |

## Wertungen im Verlauf
| Etappe         | Etappensieger      | Gesamtwertung      | Punktewertung      | Bergwertung      | Nachwuchswertung | Teamwertung       | aktivster Fahrer  |
| -------------- | ------------------ | ------------------ | ------------------ | ---------------- | ---------------- | ----------------- | ----------------- |
| 1              | Christophe Laporte | Christophe Laporte | Christophe Laporte | Matthew Holmes   | Biniam Girmay    | Jumbo-Visma       | Matthew Holmes    |
| 2              | Fabio Jakobsen     | Christophe Laporte | Christophe Laporte | Matthew Holmes   | Stan Dewulf      | Jumbo-Visma       | Philippe Gilbert  |
| 3              | Mads Pedersen      | Christophe Laporte | Wout van Aert      | Matthew Holmes   | Stan Dewulf      | Jumbo-Visma       | Alexis Gougeard   |
| 4              | Wout van Aert      | Wout van Aert      | Wout van Aert      | Matthew Holmes   | Stefan Bissegger | Jumbo-Visma       | nicht vergeben    |
| 5              | Brandon McNulty    | Primož Roglič      | Wout van Aert      | Valentin Madouas | Matteo Jorgenson | UAE Team Emirates | Brandon McNulty   |
| 6              | Mathieu Burgaudeau | Primož Roglič      | Wout van Aert      | Valentin Madouas | Matteo Jorgenson | TotalEnergies     | Victor Koretzky   |
| 7              | Primož Roglič      | Primož Roglič      | Wout van Aert      | Valentin Madouas | João Almeida     | UAE Team Emirates | Gregor Mühlberger |
| 8              | Simon Yates        | Primož Roglič      | Wout van Aert      | Valentin Madouas | João Almeida     | UAE Team Emirates | Simon Yates       |
| Wertungssieger | Wertungssieger     | Primož Roglič      | Wout van Aert      | Valentin Madouas | João Almeida     | UAE Team Emirates | nicht vergeben    |